# Preboste

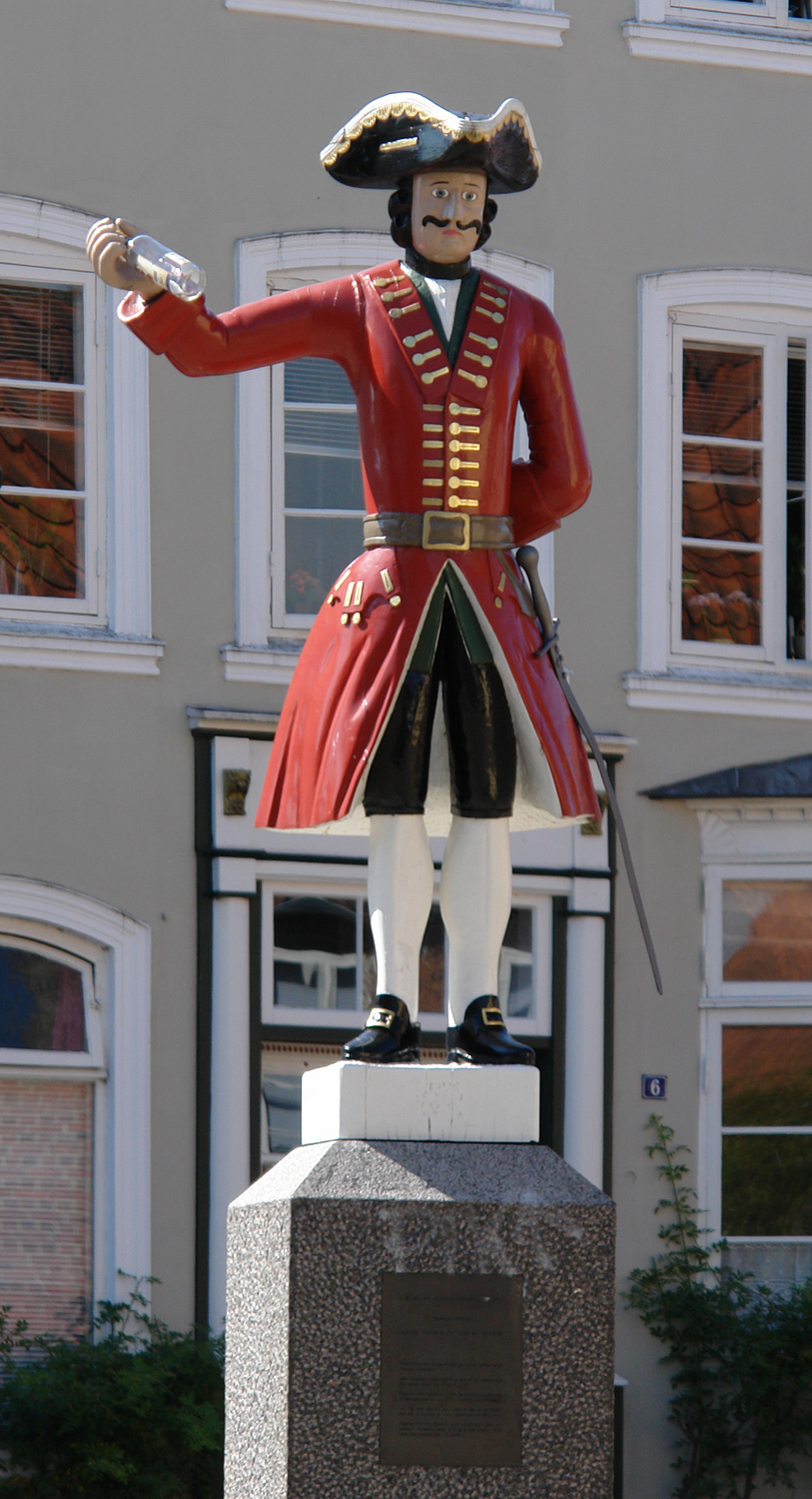
Estatua de un Preboste

El término preboste proviene del latín praepositus:  "encargado". En la Edad Media era un cargo o dignidad frecuente en las abadías. 
Durante el Antiguo Régimen francés, el preboste era un funcionario público elegido por el rey para la administración económica y judicial de los dominios que le eran confiados. 

## En Francia
En el antiguo Derecho francés, la palabra preboste tiene distintos significados y se aplica a diferentes funciones. Etimológicamente (praepositus) se aplica a toda aquella persona que dirige una sección dedicada al servicio público, una posición que, según los viejos principios, se corresponde con un derecho de jurisdicción.
A partir del siglo XI, los Capetos retiraron la administración de los dominios reales a los nobles para confiarla a los prebostes, generalmente burgueses acomodados que tenían el derecho de percibir las rentas del rey en su jurisdicción o prebostazgo. Esta práctica, beneficiosa para las finanzas reales, propició graves abusos y, desde finales del siglo XII, el preboste estuvo controlado por un bailío denominado itinerante. Después, en el siglo XIII fueron controlados por un bailío y un senescal con residencia fija.
Es necesario distinguir entre los prebostes reales, cuya jurisdicción comprendía un dominio real, de los diferentes prebostes más abajo citados, así como de los otros prebostes cuya jurisdicción abarcaba las tierras señoriales, dependientes del Reino de Francia.
Los principales prebostes eran:
- Preboste real
- Preboste de mariscales
- Preboste de palacio o Gran Preboste de Francia
- Preboste general o Gran Preboste de economía
- Preboste de mercaderes
- Preboste de París

### El preboste real
- El preboste real ejercía la función más baja en la jerarquía de los jueces reales. Hay que tener en cuenta, sin embargo, que los jueces subalternos tenían diferentes designaciones según la región de Francia en la que ejercieran su función. En Normandía se les llamaba los châtelains, y en el Sur los viguiers.

### El preboste de mariscales
- El preboste de mariscales, durante el Antiguo Régimen, era un oficial de la policía militar reconocido por su gran severidad, juzgaba en última instancia y sin apelación posible los crímenes y delitos cometidos por los vagabundos (frecuentemente desertores) y a los soldados, y los casos de crímenes graves cometidos en los caminos.

### El Preboste de Palacio o Gran Preboste de Francia
Este oficial, de espada, cuya jurisdicción abarcaba el Louvre y toda la Casa del rey, juzgaba, en primera instancia, las causas civiles y, en última instancia, las causas criminales y policiales que concernían a la corte.

### El preboste de los mercaderes
El Preboste de los mercaderes controlaba las medidas de trigo, las capacidades y a los taberneros. Se obtenía el cargo de los mercaderes con título feudal por medio de un don especial del rey. El preboste de los mercaderes percibía los derechos que se pagaban por la entrega y la verificación de las medidas. Durante el Antiguo Régimen, la función de un preboste se parecía bastante a la de un alcalde.

### El Preboste de París
El preboste de París era el oficial real que presidía el Grand Châtelet de París. Estaba encargado de representar al rey en el vizcondado y prebostazgo de París. A partir del siglo XVI, el cargo de preboste lo ostentaban también el lugarteniente civil, el jefe de lo criminal y el jefe de policía. El cargo de preboste de París subsistió, no obstante, hasta 1792.